# Egyptská vlajka

Egyptská vlajka
Poměr stran: 2:3

Egyptská válečná vlajka
Poměr stran: 2:3

Egyptská námořní válečná vlajka
Poměr stran: 2:3

Vlajka Egypta, užívaná od 5. října 1984, má tři vodorovné pruhy, červený, bílý a černý, uprostřed je umístěn státní znak, žlutý Saladinův orel hledící směrem k žerdi. Orel má na hrudi štít, rozdělený na tři části (levý a pravý pruh má žlutou barvu). V drápech drží panel s textem AL-GUMHURÍJA MISR AL-ARABÍJA (Egyptská arabská republika).
Orel se používá také jako státní znak, je ale barevnější. Někdy se i na vlajce objevuje i orel vybarvený: levá část štítu je červená, pravá je černá.
Červená barva je symbolem revoluce a obětí za svobodu, bílá znamená zářící budoucnost a mír, černá pochmurnou koloniální minulost. Kromě Egypta je použita tato trikolóra také na vlajkách Iráku, Jemenu, Súdánu,  Sýrie (místo znaku doplněna o text, klín nebo hvězdy).

Vlajka egyptského prezidenta Poměr stran: 2:3
Varianta egyptské vlajky s vybarveným orlem (od roku 1984) Poměr stran: 2:3
Egyptská lodní vlajka (Naval Jack) Poměr stran: 2:3
Vlajka egyptského vojenského letectva Poměr stran: 2:3
Vlajka egyptské protivzdušné obrany Poměr stran: 2:3

## Historie
Po rozdělení  Římské říše roku 395 na západní a východní část připadlo dnešní území Egypta Byzantské říši a došlo k postupné islamizaci. Roku 1517 byl Egypt připojen k Osmanské říši. Prvními vlajkami v dnešním, moderním pojetí byly tedy na území dnešního Egypta vlajky Osmanské říše. Ty tvořil červený list s bílým půlměsícem. Známa je i varianta se třemi půlměsíci (nejsou obrázky). V roce 1793 byla na vlajku přidána osmicípá hvězda, která byla roku 1844 změněna na pěticípou.
Egypt měl v rámci Osmanské říše značnou míru autonomie, za vlády Isma'ila Paši (dle jiných zdrojů již za jeho předchůdce Muhammada Alího) byla asi v roce 1867 zavedena osobní vlajka chediva (do té doby paši – viz Egyptské chedivství). Tato vlajka (která byla v dobových publikacích uváděna jako egyptská vlajka) byla tvořena červeným listem s třemi bílými půlměsíci a třemi bílými sedmicípými hvězdami (které byly okolo roku 1882 změněny na pěticípé). Oficiálně se užívaly osmanské vlajky (Egypt však byl na říši závislý jen formálně), dle některých zdrojů šlo o první egyptskou státní vlajku. Oproti zobrazené vlajce má vlajka ve zdroji cípy nahoru.
Ve stejném roce (1882) byl Egypt okupován Spojeným královstvím. Egypt formálně zůstal nadále součástí Osmanské říše pod vládou chediva, ve skutečnosti však součástí Britského impéria. 18. prosince 1914 byl po vstupu Osmanské říše do 1. světové války turecko-egyptský svazek oficiálně zrušen a následující den vyhlášen Egyptský sultanát pod britskou ochranou. Nová vlajka zavedena nebyla.

Vlajka Osmanské říše v Egyptě (1793–1844) Poměr stran: 2:3
Vlajka Osmanské říše v Egyptě (1844–1867/1914) Poměr stran: 2:3
Vlajka Egypta/egyptského chediva (1882–1922) Poměr stran: 1:2

Po 1. světové válce vyhlásilo Spojené království dne 28. února 1922 formálně nezávislé Egyptské království. 10. prosince 1923 se státní vlajkou stal zelený list o poměru stran 2:3 s uprostřed umístěným bílým půlměsícem. Uvnitř půlměsíce byly tři pěticípé hvězdy, jejichž jeden cíp vždy směřuje kolmo k nejbližšímu okraji listu a ležícími na vrcholech pomyslného trojúhelníku ležícího uvnitř pomyslného kruhu, tvořeného vlastním půlměsícem a pomyslnou spojnicí obou růžků půlměsíce. Zelená barva symbolizovala egyptské nacionalisty, muslimy a zemědělství v úrodném údolí Nilu. Půlměsíc byl symbolem Islámu, tři hvězdy symbolizovaly 3 hlavní části společného království (Egypt, Núbii a Súdán), ale také 3 egyptská náboženství: islám, křesťanství a judaismus.
Současně byly zavedeny také standarty pro krále a korunního prince a to ve třech variantách (běžné, námořní a letecké). Standarty korunního prince byly stejné, s tím rozdílem, že byly zakončeny dvěma prameny.

Vlajka Egyptského království (1923–1953) Poměr stran: 2:3
Egyptská válečná vlajka (1923–1953) Poměr stran: 2:3
Vlajka egyptského válečného námořnictva (1922–1953) Poměr stran: 2:3
Vlajka egyptského válečného letectva (1923–1953) Poměr stran: 2:3
Egyptská královská vlajka (1923–1953) Poměr stran: 2:3
Vlajka egyptského korunního prince (1923–1953) Poměr stran: 2:3
Egyptská královská námořní vlajka (1923–1953) Poměr stran: 1:1
Námořní vlajka egyptského korunního prince (1923–1953) Poměr stran: 1:2
Egyptská královská letecká vlajka (1923–1953) Poměr stran: 2:3
Letecká vlajka egyptského krále (1923–1953) Poměr stran: 2:3
Letecká vlajka egyptského korunního prince (1923–1953) Poměr stran: 2:3

V říjnu 1951 byla jednostranně zrušena britsko-egyptská smlouva, v roce 1952 následovaly nepokoje v oblasti Suezského průplavu a po Egyptské revoluci (Muhammad Nadžíb, Gamál Násir) abdikoval 26. července 1952 král Farúk I. 18. června 1953 byla vyhlášena Egyptská republika. Státní vlajkou se stala (po čase) vlajka Egyptského osvobozeneckého hnutí o poměru stran 2:3 se třemi vodorovnými pruhy v panafrických barvách: červeným, bílým a černým. Uprostřed vlajky byl umístěn znak: žlutý orel hledící k žerdi. Tzv. Saladinův orel měl na hrudi zelený kulatý štít s bílým půlměsícem otevřeným k hornímu okraji a nad ním třemi bílými pěticípými hvězdami.
Od 22. února 1958 (ve zdroji 1. února) do 28. září 1961 se Egypt spojil se Sýrií do nové federace pod názvem Sjednocená arabská republika. Červený, bílý a černý pruh na nové vlajce zůstaly, místo znaku však byly v bílém pruhu umístěny dvě zelené pěticípé hvězdy, symbolizující oba členy federace. Ve stejné době (8. března 1958 – 26. prosince 1961) existovala (spíše na papíře) i konfederace Sjednocené arabské státy (Egypt, Sýrie a Jemen).
28. září 1961 se federace rozpadla, Egypt si ponechal název státu i státní symboly (vlajka se dvěma hvězdami). Po referendu z 1. září 1971  vznikla 1. ledna 1972 Federace arabských republik, jejímiž členy byly Sjednocená arabská republika (Egypt), Libye a Sýrie. V roce 1971 byl změněn oficiální název státu na Egyptská arabská republika. Vlajkou federace se stala červeno-bílo-černá trikolóra o poměru stran 2:3 s vodorovnými pruhy a uprostřed umístěným znakem federace. Tím byl heraldicky vlevo hledící žlutý sokol (symbol kmene Kurajšovců) s prázdným žlutým štítem na hrudi, který držel v pařátech stuhu s arabským textem Federace arabských republik. Pod stuhou byl ještě umístěn arabský název státu: Egyptská arabská republika. Červená barva symbolizovala oběti v boji za svobodu, bílá mír a černá chmurnou koloniální minulost.

Egyptská vlajka (1953–1958) Poměr stran: 2:3
Vlajka Sjednocené arabské republiky (1958–1971) Poměr stran: 2:3
Vlajka Federace arabských republik (1972–1984) Poměr stran: 2:3
Vlajka egyptského prezidenta (1972–1984) Poměr stran: 2:3

V říjnu 1984 Egypt z federace vystoupil, a federace se definitivně rozpadla (v článku Federace arabských republik je ale uvedeno datum 19. listopadu 1977) a 5. října 1984 došlo k poslední změně státní vlajky. Znak na vlajce, na rozdíl od znaku užívaného v letech 1958–1971 neobsahoval dvě zelené hvězdy, a na žluté kartuši byl černý arabský nápis Egyptská arabská republika.

### Návrhy egyptských vlajek

Egyptská revoluční vlajka (1919) Poměr stran: 2:3
Návrh egyptské vlajky (50. léta) Poměr stran: 1:2
Návrh egyptské vlajky (50. léta) Poměr stran: 1:2
Návrh egyptské vlajky (50. léta) Poměr stran: 1:2
Návrh egyptské vlajky (50. léta) Poměr stran: 1:2
Návrh egyptské vlajky (50. léta) Poměr stran: 1:2
Návrh egyptské vlajky (50. léta) Poměr stran: 1:2

## Vlajky egyptských guvernorátů

Egyptské guvernoráty

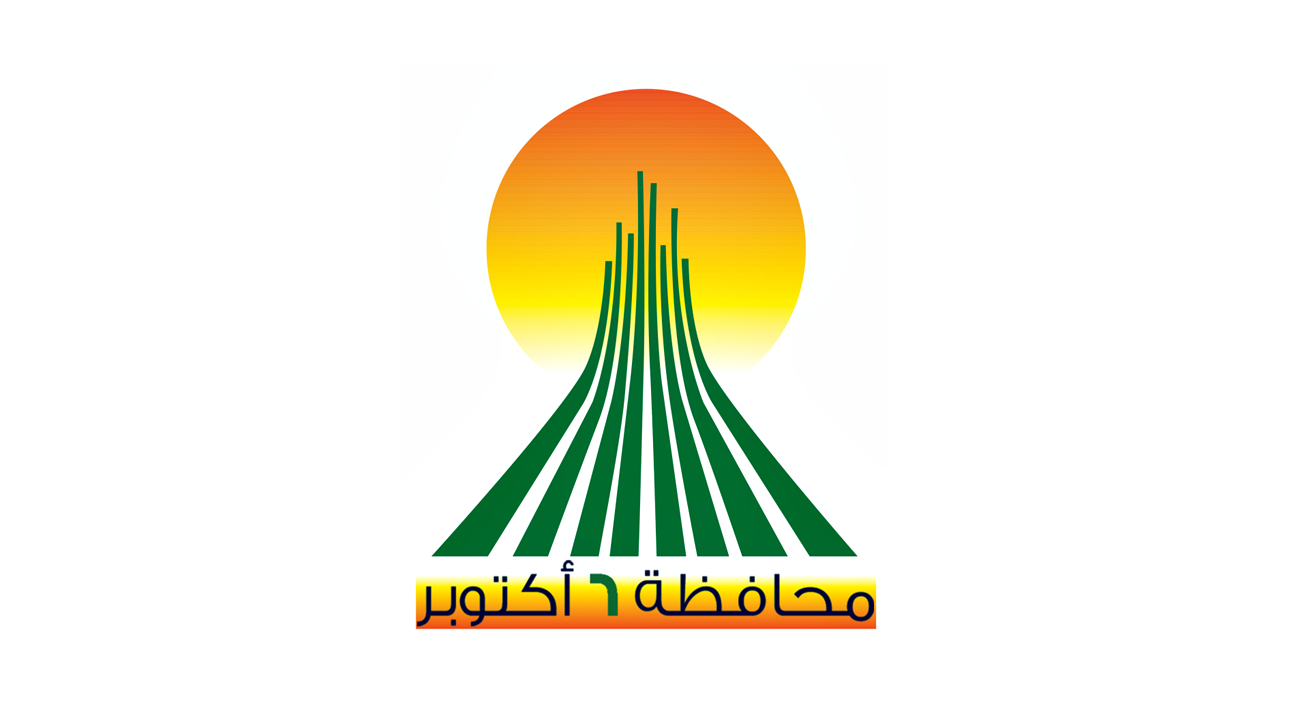
Šestý říjen (do roku 2011) Poměr stran: 3:5
Helvan (do roku 2011) Poměr stran: 2:3

Egypt je administrativně rozdělen na 27 guvernorátů (muháfazát). V letech 2008 a 2009 byly rozšířeny o guvernorát Helvan a Šestý říjen, zanedlouho však byly zrušeny a seznam znovu snížen na původní počet. Všechny jednotky užívají vlastní vlajku (většinou o poměru stran 2:3). Zobrazeny i nyní již neplatné (historické) vlajky.

Alexandrie (2) Poměr stran: 2:3
Alexandrie (do roku 2014) Poměr stran: 2:3
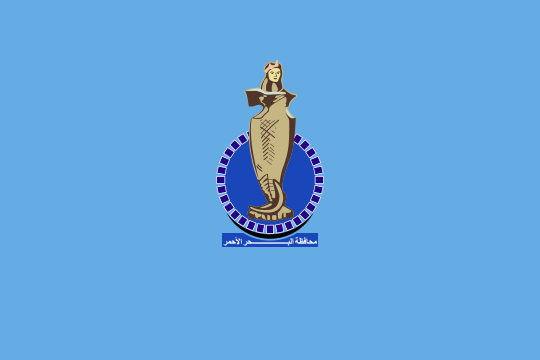
Al-Bahr al-Ahmar (česky Rudé moře) (23) Poměr stran: 2:3
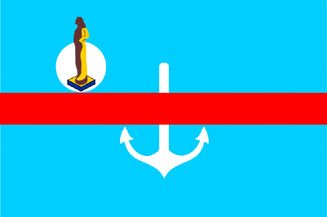
Al-Bahr al-Ahmar (do roku 2016) Poměr stran: 2:3
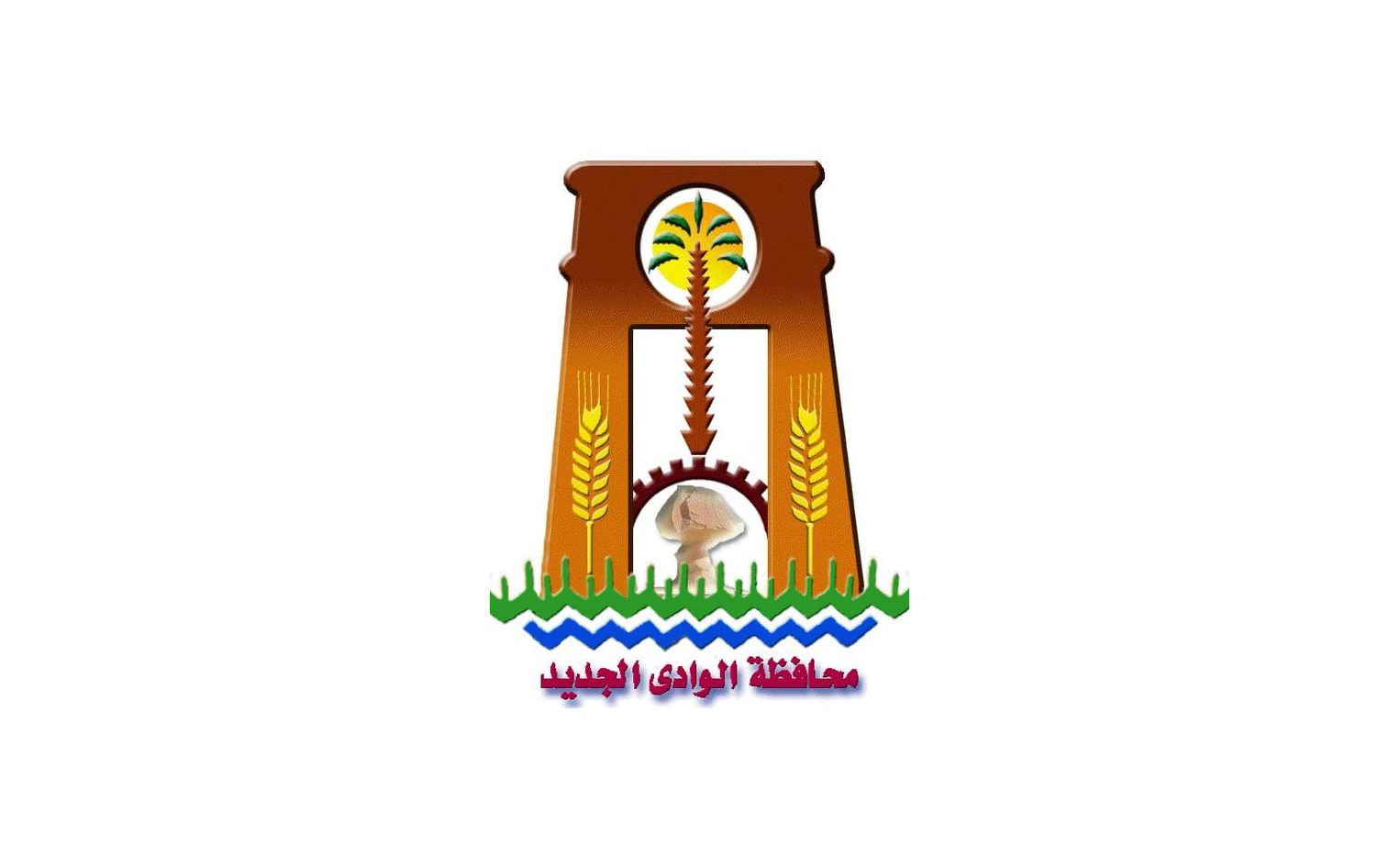
Al-Vádí al-Gadíd (česky Nové údolí) (21) Poměr stran: 2:3
Al-Vádí al-Gadíd (2006–2016) Poměr stran: 2:3
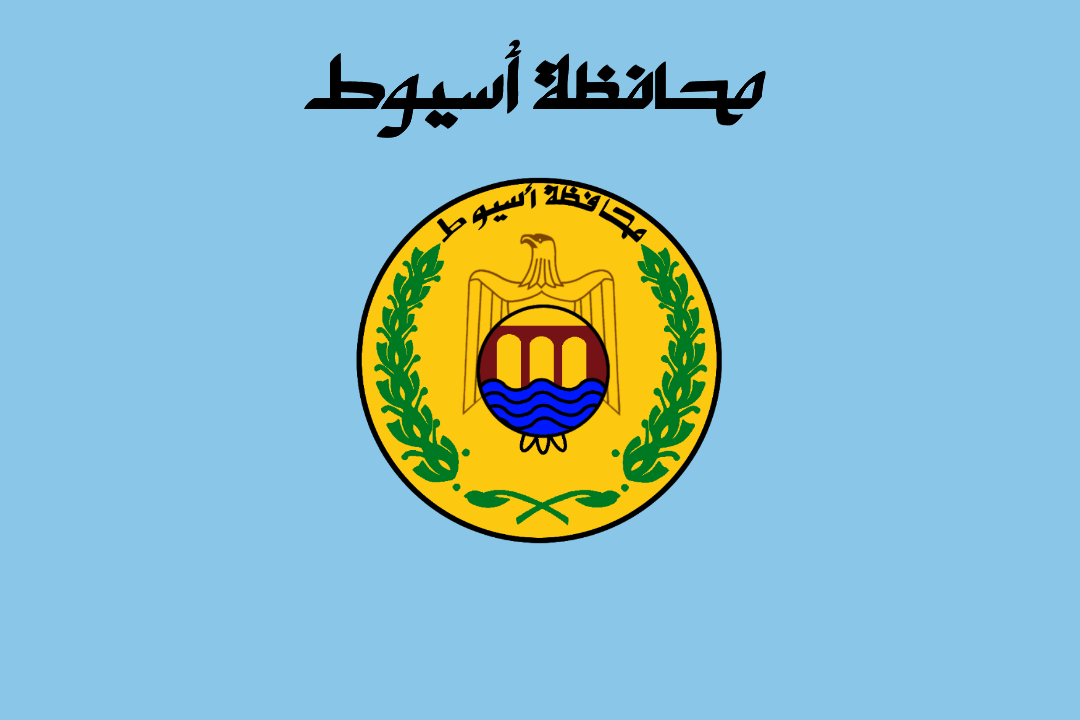
Asijút (22), ve zdroji bez nápisu Poměr stran: 2:3
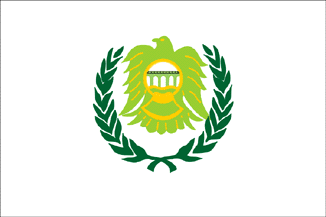
Asijút (2006–?) Poměr stran: 2:3
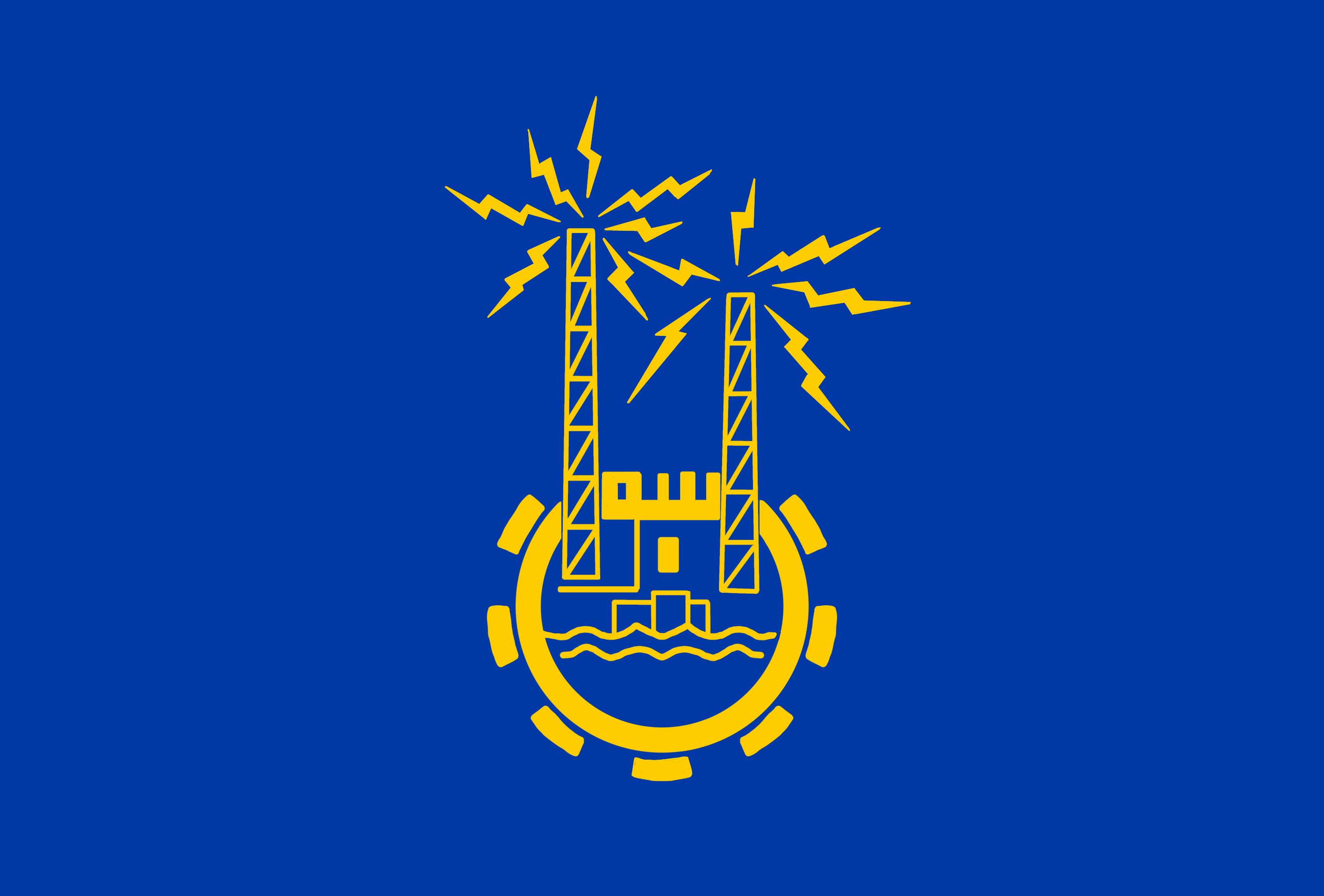
Asuán (27) Poměr stran: 2:3
Baní Suwajf (19) Poměr stran: 2:3
Baní Suwajf (2006–2016) Poměr stran: 2:3
Buhajra (3) Poměr stran: 2:3
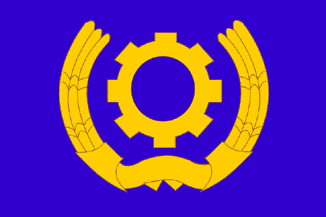
Buhajra (2006–2010) Poměr stran: 3:5 (zobrazen 2:3)
Daqahlíja (5) Poměr stran: 2:3
Daqahlíja (2006–2016) Poměr stran: 2:3
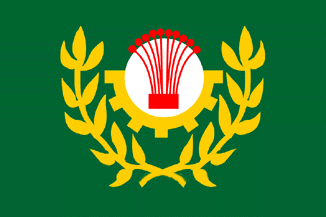
Daqahlíja (do roku 2006) Poměr stran: 2:3
Dumját (6) Poměr stran: 2:3
Fajjúm (15) Poměr stran: 2:3
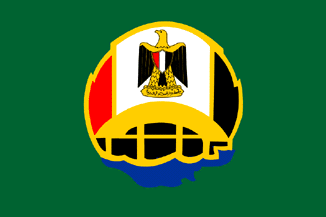
Fajjúm (do roku 2016) Poměr stran: 2:3
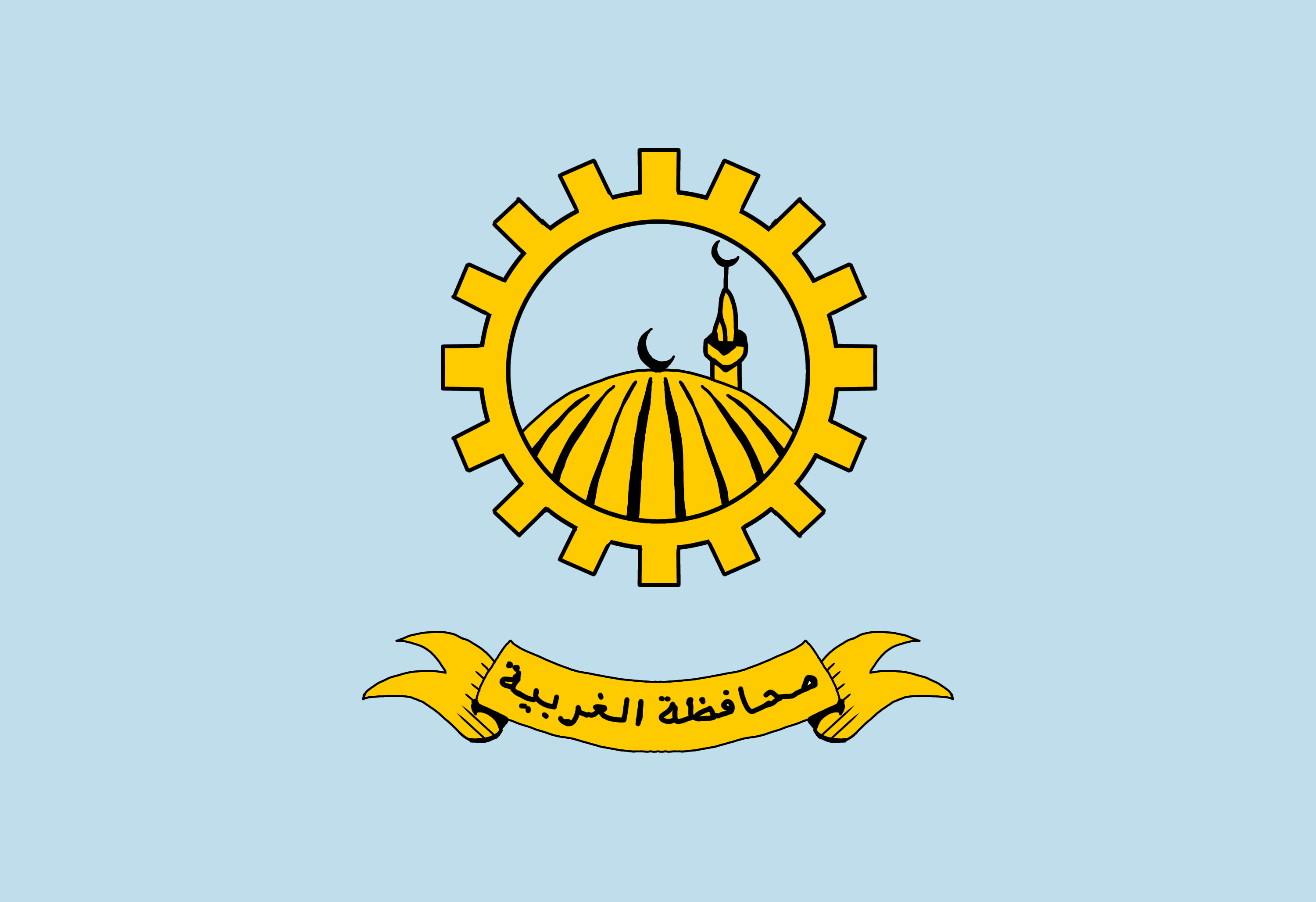
Gharbíja (9) Poměr stran: 2:3
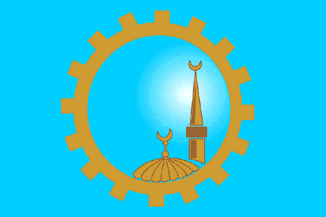
Gharbíja (do roku 2016) Poměr stran: 2:3
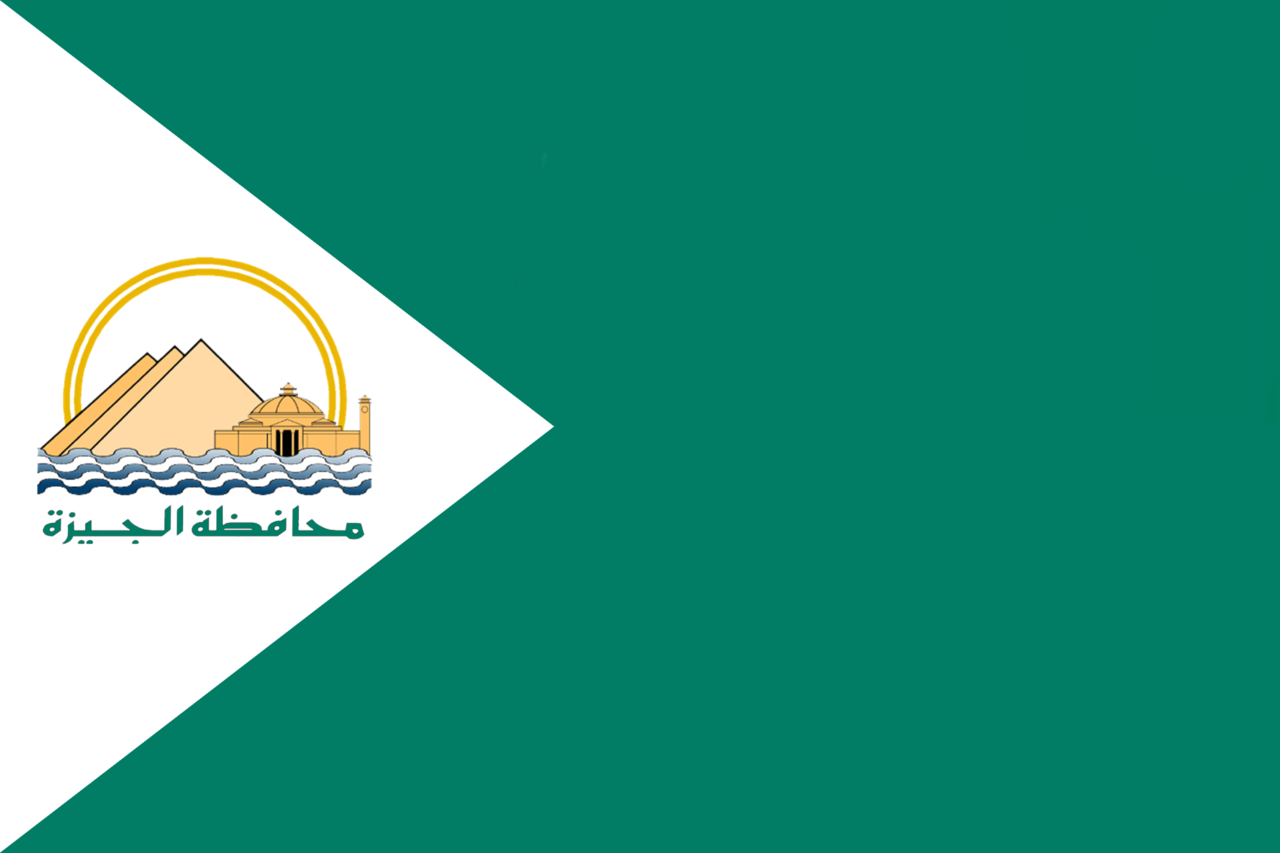
Gíza (14) Poměr stran: 2:3
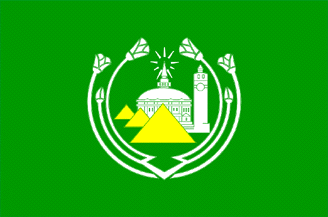
Gíza (2006–2016) Poměr stran: 2:3
Gíza (do roku 2006) Poměr stran: 2:3
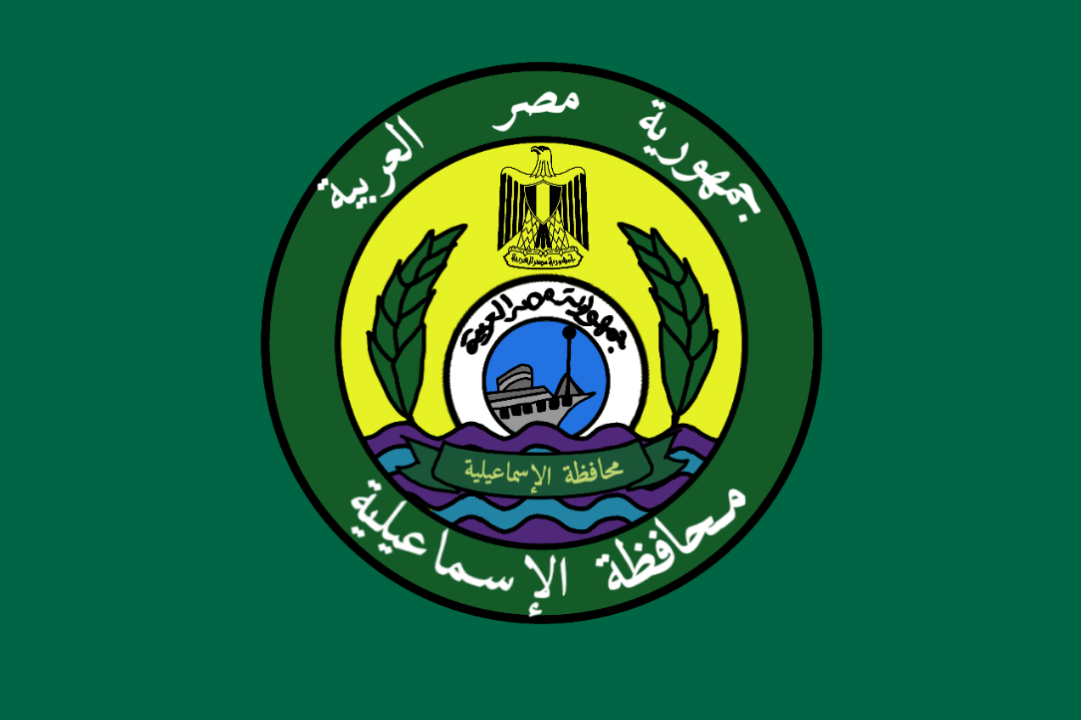
Ismailia (13), odlišný od zdroje Poměr stran: 2:3
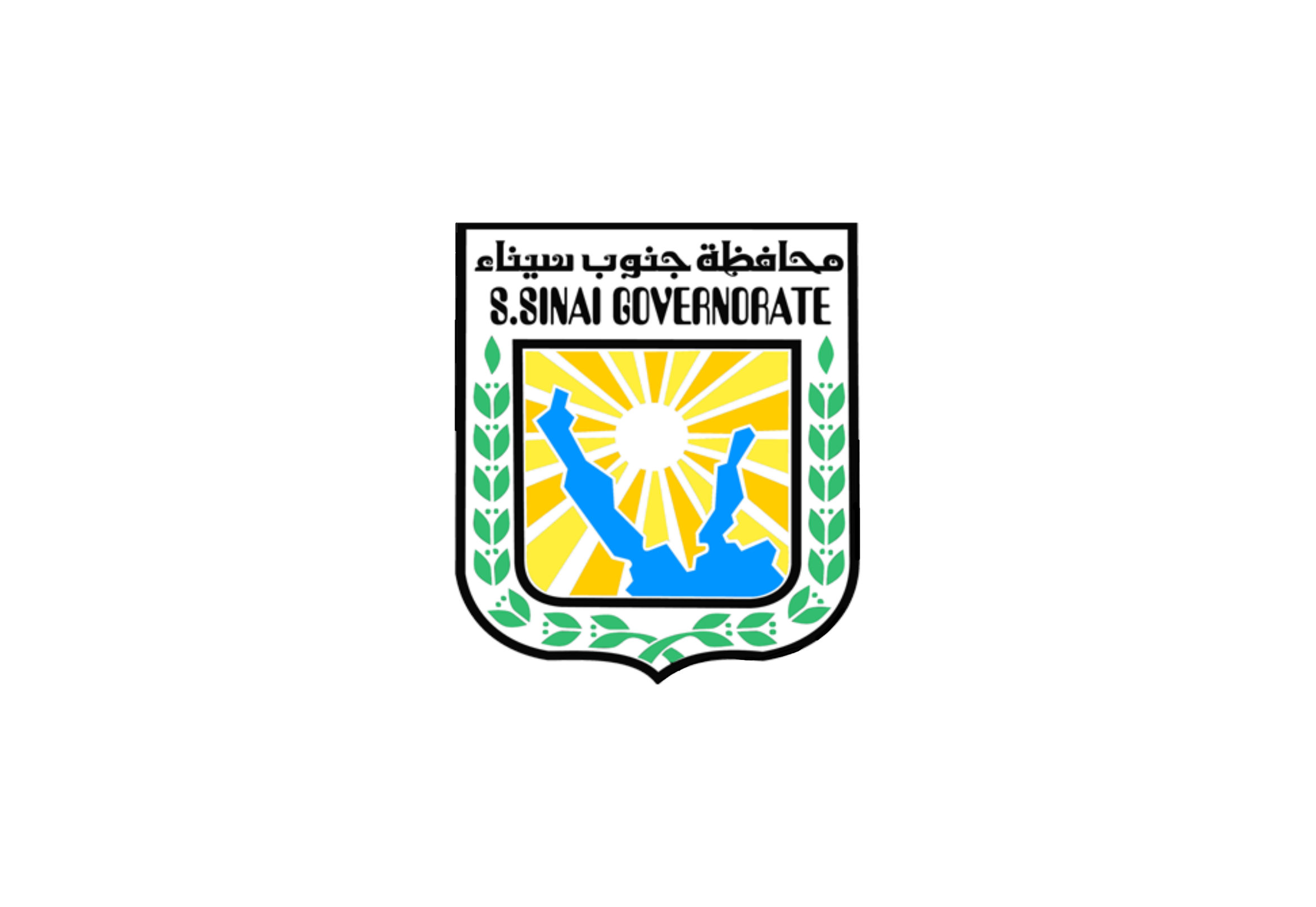
Jižní Sinaj (18) Poměr stran: 2:3
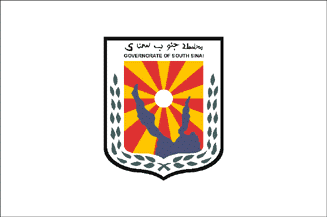
Jižní Sinaj (do roku 2016) Poměr stran: 2:3
Kafr aš-Šajch (4) Poměr stran: 2:3
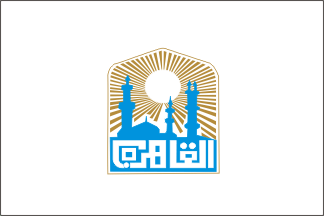
Káhira (16) Poměr stran: 2:3
Káhira, nejasné Poměr stran: 2:3
Kaljúbíja (11) Poměr stran: 2:3
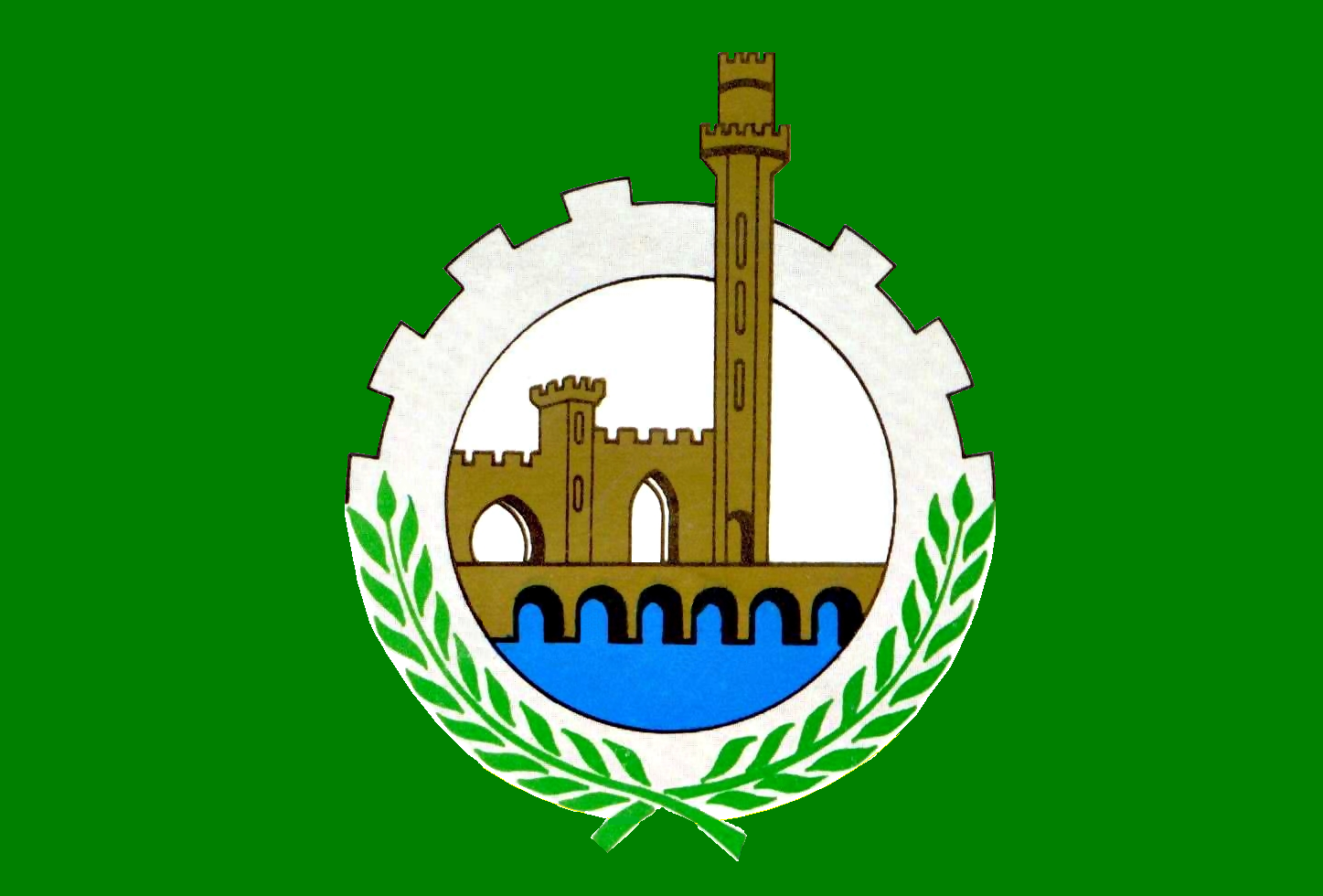
Kaljúbíja (2011–?) Poměr stran: 2:3
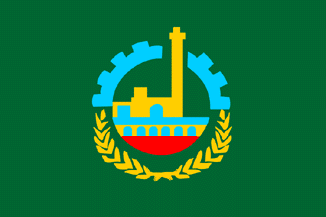
Kaljúbíja (2006–2011) Poměr stran: 2:3
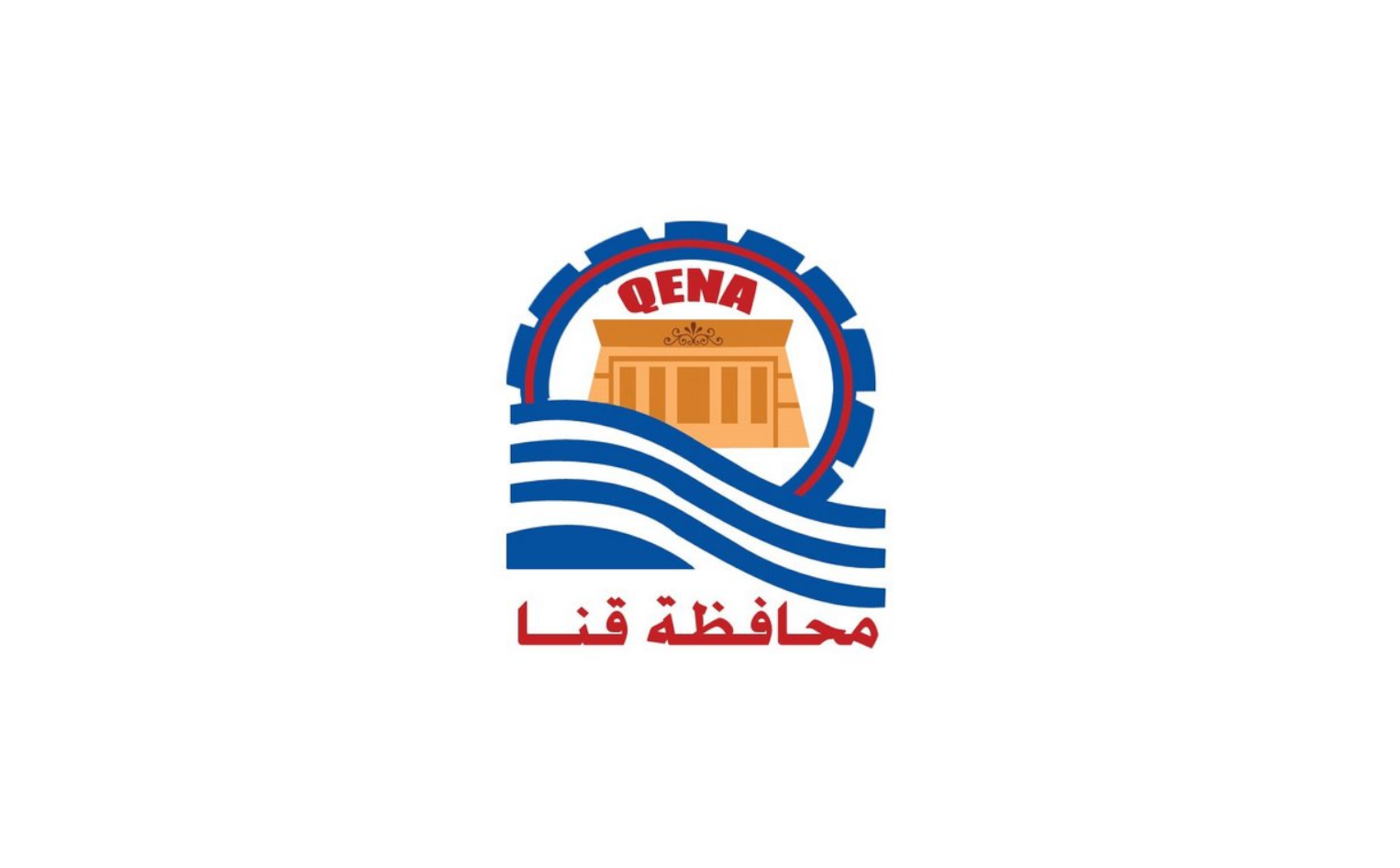
Kená (25) Poměr stran: 2:3
Kená (2013–2016) Poměr stran: 2:3
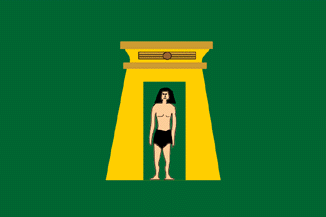
Kená (2006–2013), Kená a Luxor užívaly dle zdroje v jednu chvíli stejnou vlajku (nejasné) Poměr stran: 2:3
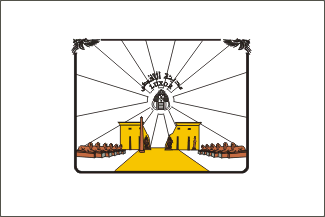
Luxor (26) Poměr stran: 2:3
Matrúh (1) Poměr stran: 5:8
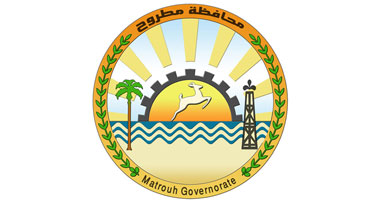
Matrúh (2009–2016) Poměr stran: 1:2
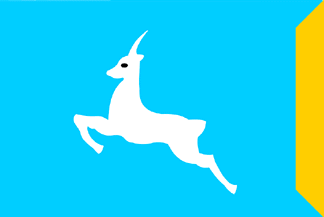
Matrúh (2006–2009) Poměr stran: 2:3
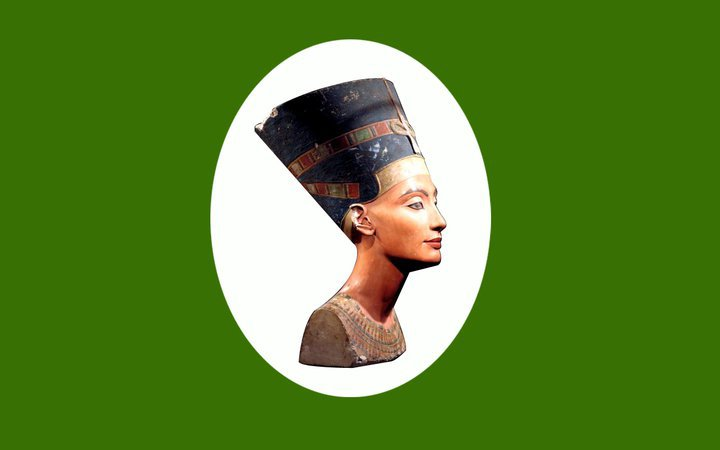
Minjá (20) Poměr stran: 2:3
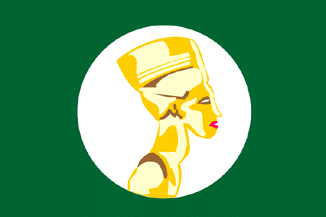
Minjá (asi 2006–2010) Poměr stran: 2:3
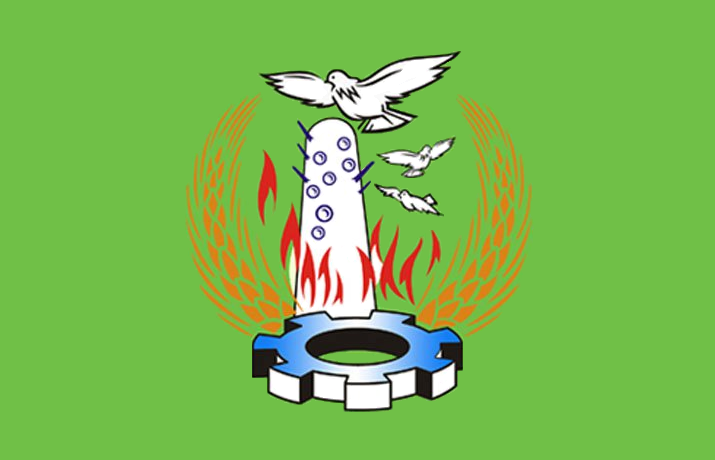
Minúfija (10), 1. varianta Poměr stran: 2:3
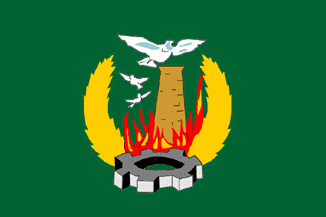
Minúfija, 2. varianta, možná historická, nejasné Poměr stran: 2:3
Port Said (7) Poměr stran: 2:3
Port Said (2006–2011) Poměr stran: 2:3
Severní Sinaj (8) Poměr stran: 2:3
Severní Sinaj (2006–2016) Poměr stran: 2:3
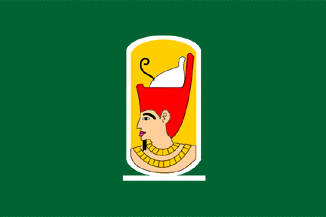
Súhág (24), rozdílná od zdroje Poměr stran: 2:3
Suez (17) Poměr stran: 2:3
Šarkíja (12) Poměr stran: 2:3

Vlajky zaniklých guvernorátů
- Šestý říjen (do roku 2011)
Poměr stran: 3:5
- Helvan (do roku 2011)
Poměr stran: 2:3